# Cantua longifolia
Cantua longifolia là một loài thực vật có hoa trong họ Polemoniaceae. Loài này được Brand mô tả khoa học đầu tiên năm 1924.